# Весела Долина (Липоводолинська селищна громада)
Весела́ Доли́на — село в Україні, у Роменському районі Сумської області. Населення становить 143 осіб. Входить до складу Липоводолинської селищної громади.
Після ліквідації Липоводолинського району 19 липня 2020 року село увійшло до Роменського району.

## Географія
Село Весела Долина розташоване на відстані 1 км від сіл Московське та Стягайлівка.
По селу протікає струмок, що пересихає із загатою.

## Історія
Село постраждало внаслідок геноциду українського народу, проведеного урядом СРСР 1923—1933 та 1946–1947 роках.
У радянські часи село було об'єднане із сусіднім селом Московське, але 1993 року було відновлене рішенням Сумської обласної ради від 29 квітня 1993 року.
До 2019 року орган місцевого самоврядування — Московська сільська рада.